# Methdilazine
Methdilazine (Dilosyn, Tacaryl) là thuốc kháng histamine thế hệ đầu tiên có đặc tính kháng cholinergic thuộc nhóm phenothiazine.

## Tổng hợp

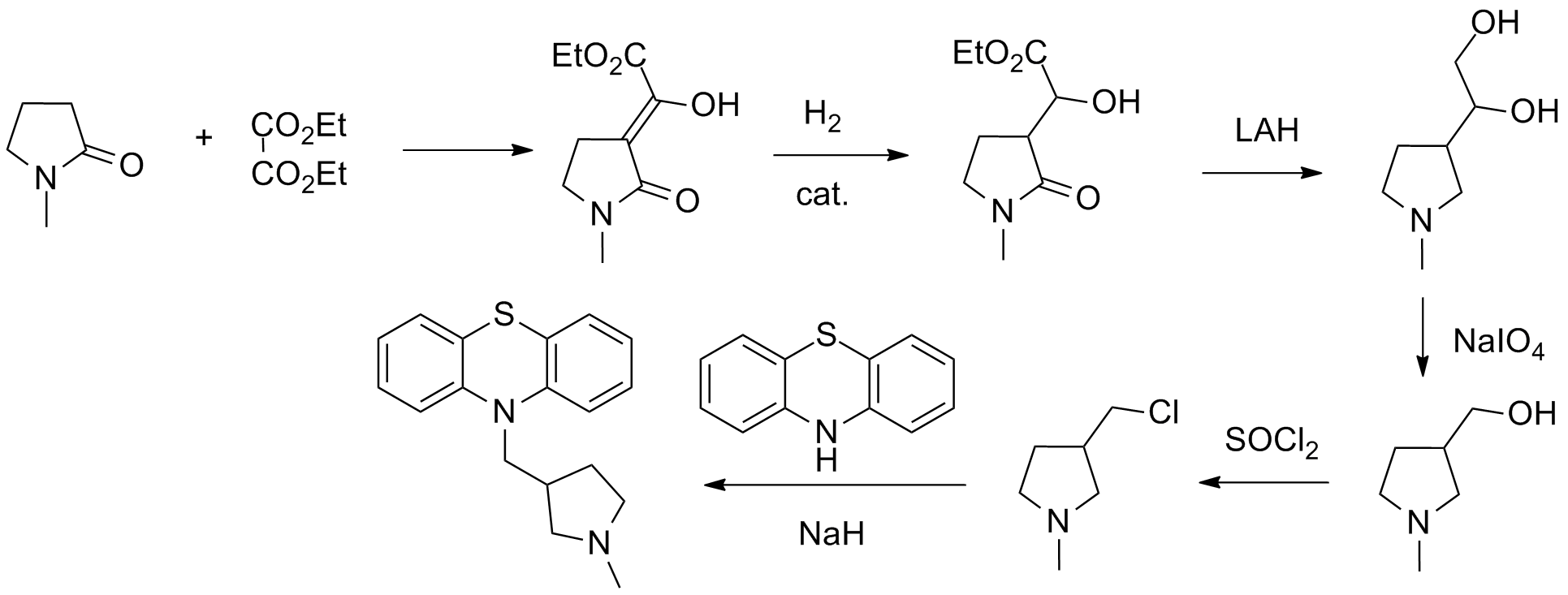
Tổng hợp Methdilazine: RF Feldkamp và YH Wu; Mead Johnson & Company; (1960).